# Gamasellus tianmuensis
Gamasellus tianmuensis är en spindeldjursart som beskrevs av Liang och Ishikawa 1989. Gamasellus tianmuensis ingår i släktet Gamasellus och familjen Ologamasidae. Inga underarter finns listade i Catalogue of Life.